# Elijah Moore
Elijah D. Moore (Sunrise, Florida, 27 de marzo de 2000) más conocido como Elijah Moore, es un jugador profesional estadounidense de fútbol americano que se desempeña en la posición de wide receiver en Buffalo Bills, equipo de la National Football League (NFL).

## Carrera
Fue seleccionado en la segunda ronda en la Reunión Anual de Selección de Jugadores de la NFL de 2021. Hizo su debut profesional con el equipo New York Jets, en el cual jugó dos temporadas (2021-2023), luego pasó a Cleveland Browns, donde lleva jugando una temporada.